# Сокото Юнайтед
«Сокото Юнайтед» (англ. Sokoto United) — нігерійський футбольний клуб з міста Сокото. У сезоні 2022—2023 команда грала у національній лізі Нігерії.